# Base aérienne de Værløse
La base aérienne de Værløse, située à Furesø était l'une des bases de la Force aérienne royale danoise. Superficie était 5 km². Ferme 2004.

## Histoire
La création de la base militaire débutait en 1910, le War Board acheta des fermes dans la région puis la base a été inauguré en 1913 et entre 1934 et 1940 elle a été transformée en base aérienne qui fut agrandie régulièrement jusqu'à faire disparaître le village de Bringe.

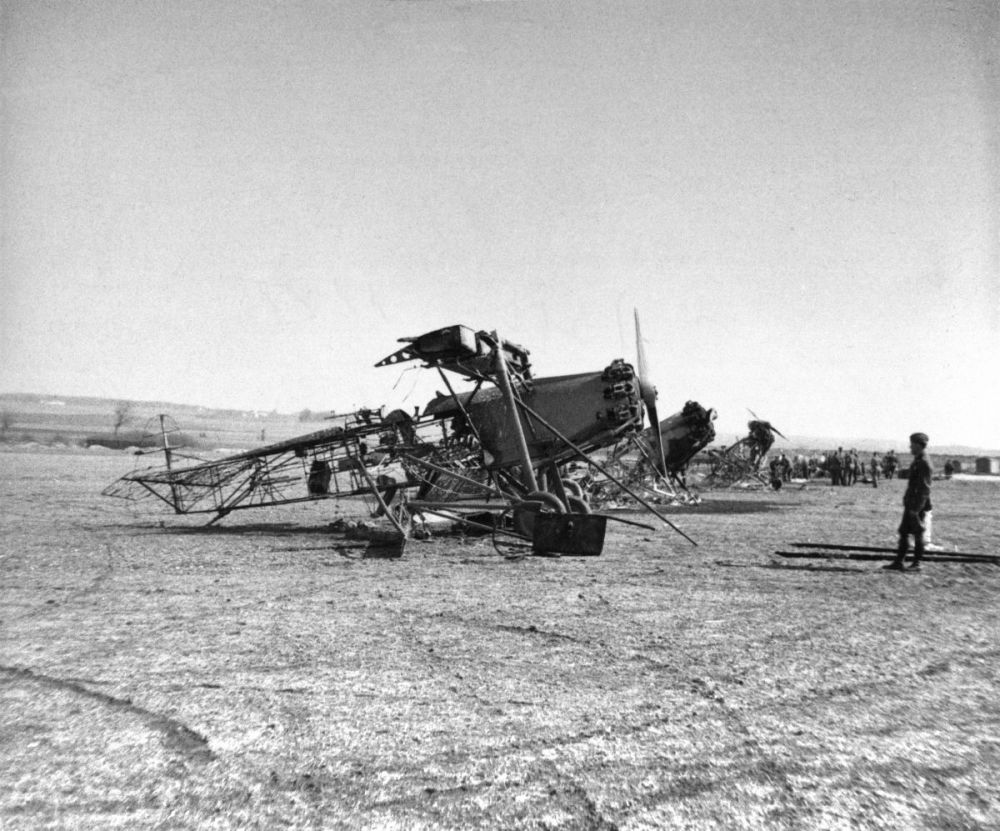
Le résultat de l'attaque allemande sur les Fokker C.V danois.

Le 9 avril 1940 la base fut attaquée par l'aviation allemande, aucun des quarante cinq avions qui y étaient stationnés ne purent combattre.
C'est en 1950 que le nom de base aérienne de Værløse lui fut donné, elle accueillait alors deux escadrons de l'armée de l'air ; en 2004 le dernier avion décollait de la base.

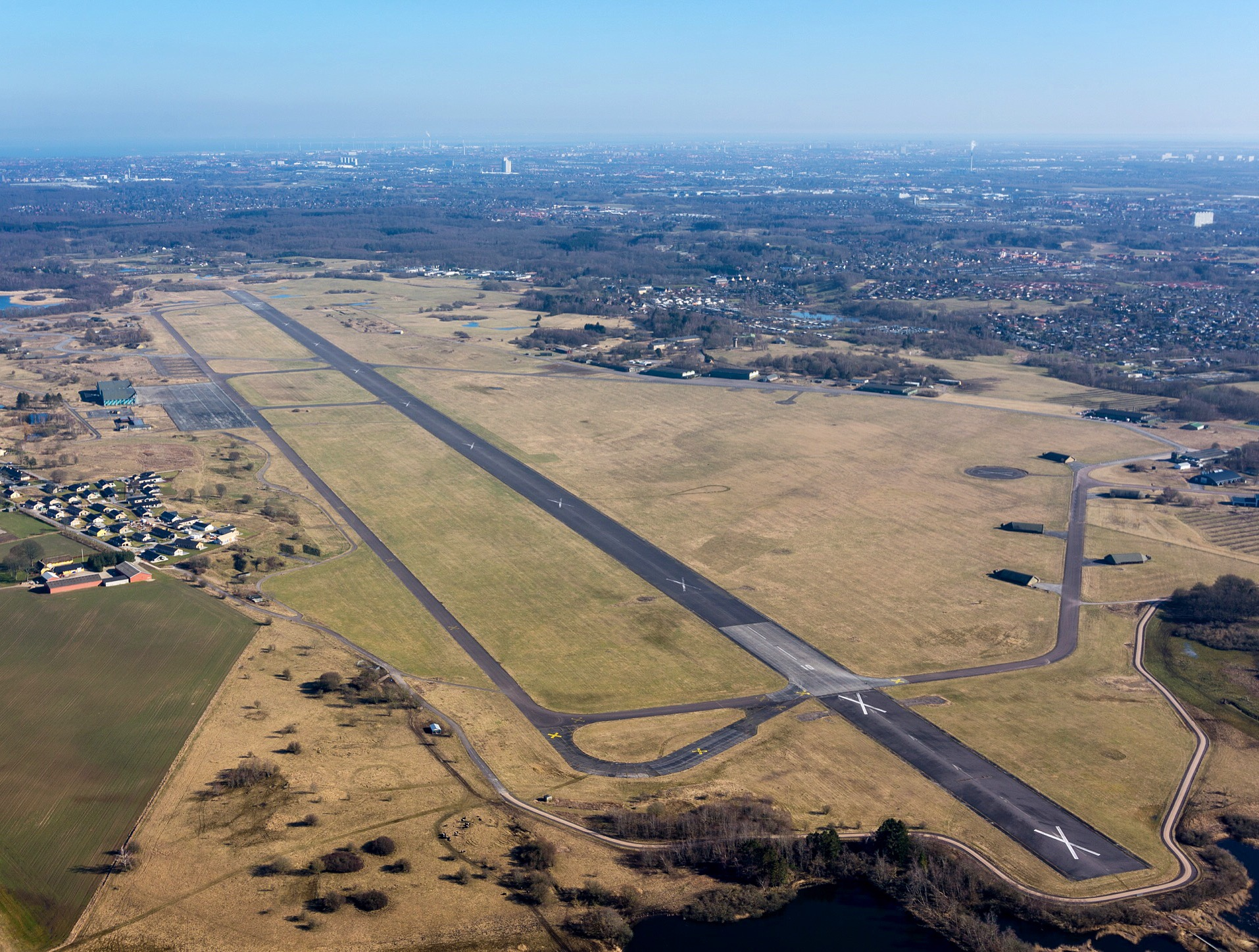
La piste en 2016.